# Tres dies de De Panne-Koksijde 2012
Els Tres dies de De Panne-Koksijde 2012, 36a edició de la cursa ciclista Tres dies de De Panne-Koksijde, es van disputar entre el 27 i el 29 de març de 2012 sobre un recorregut de 544,5 quilòmetres repartits entre tres etapes, la darrera d'elles dividida en dos sectors, el segon d'ells una contrarellotge individual. La cursa formà part de l'UCI Europa Tour 2012 amb una categoria 2.HC.
El vencedor final fou el francès Sylvain Chavanel (Omega Pharma-Quick Step) que superà en tan sols 4" al neerlandès Lieuwe Westra (Vacansoleil-DCM), gràcies a la victòria en la contrarellotge individual final. El polonès Maciej Bodnar (Liquigas-Cannondale) acabà en tercera posició final.

## Equips participants
En aquesta edició hi van prendre part 24 equips:
- 10 ProTeams: RadioShack-Nissan, Lotto-Belisol, Omega Pharma-Quick Step, GreenEDGE, Vacansoleil-DCM, Team Katusha, Lampre-ISD, Astana Qazaqstan Team, FDJ-BigMat, Liquigas-Cannondale
- 11 equips continentals professionals: Project 1t4i, Team Type 1-Sanofi, Colnago-CSF Inox, Farnese Vini-Selle Italia, Team NetApp, Acqua & Sapone, Topsport Vlaanderen-Mercator, Accent.jobs-Willems Veranda's, Landbouwkrediet-Euphony, Team Europcar, UnitedHealthcare, RusVelo, SpiderTech-C10, Champion System

## Etapes
| Etapes | Data       | Recorregut               |  | Km    | Vencedor d'etapa         | Líder de la general      | Ref.  |
| ------ | ---------- | ------------------------ |  | ----- | ------------------------ | ------------------------ | ----- |
| 1      | 26 de març | Middelkerke - Oudenaarde |  | 201,6 | Peter Sagan (SVK)        | Peter Sagan (SVK)        | [ 2 ] |
| 2      | 27 de març | Zottegem - Koksijde      |  | 216,1 | Marcel Kittel (GER)      | Alexander Kristoff (NOR) | [ 3 ] |
| 3 A    | 28 de març | De Panne - De Panne      |  | 112,1 | Alexander Kristoff (NOR) | Alexander Kristoff (NOR) | [ 1 ] |
| 3 B    | 28 de març | De Panne - De Panne      |  | 14,7  | Sylvain Chavanel (FRA)   | Sylvain Chavanel (FRA)   | [ 1 ] |

## Classificació final
|    | Ciclista               | Equip                   | Temps       |
| -- | ---------------------- | ----------------------- | ----------- |
| 1  | Sylvain Chavanel (FRA) | Omega Pharma-Quick Step | 12h 05' 44" |
| 2  | Lieuwe Westra (NED)    | Vacansoleil-DCM         | + 4"        |
| 3  | Maciej Bodnar (POL)    | Liquigas-Cannondale     | + 14"       |
| 4  | Svein Tuft (CAN)       | GreenEDGE               | + 17"       |
| 5  | Niki Terpstra (NED)    | Omega Pharma-Quick Step | + 18"       |
| 6  | Jesse Sergent (NZL)    | RadioShack-Nissan       | + 22"       |
| 7  | Luke Durbridge (AUS)   | GreenEDGE               | + 32"       |
| 8  | Stijn Devolder (BEL)   | Vacansoleil-DCM         | + 39"       |
| 9  | Markel Irizar (ESP)    | RadioShack-Nissan       | + 51"       |
| 10 | Sébastien Turgot (FRA) | Team Europcar           | + 55"       |

## Evolució de les classificacions
| Etapa | Vencedor           | Classificació general | Classificació per punts | Classificació de la muntanya | Classificació dels esprints | Classificació per equips | Combativitat       |
| ----- | ------------------ | --------------------- | ----------------------- | ---------------------------- | --------------------------- | ------------------------ | ------------------ |
| 1     | Peter Sagan        | Peter Sagan           | Peter Sagan             | Tosh Van Der Sande           | Steven Van Vooren           | Liquigas-Cannondale      | Tosh Van Der Sande |
| 2     | Marcel Kittel      | Alexander Kristoff    | Alexander Kristoff      | Tosh Van Der Sande           | Andy Cappelle               | Team Europcar            | Andy Cappelle      |
| 3a    | Alexander Kristoff | Alexander Kristoff    | Alexander Kristoff      | Tosh Van Der Sande           | Andy Cappelle               | Team Europcar            | Preben Van Hecke   |
| 3b    | Sylvain Chavanel   | Sylvain Chavanel      | Alexander Kristoff      | Tosh Van Der Sande           | Andy Cappelle               | Omega Pharma-Quick Step  | no entregat        |
| Final | Final              | Sylvain Chavanel      | Alexander Kristoff      | Tosh Van Der Sande           | Andy Cappelle               | Omega Pharma-Quick Step  | Andy Cappelle      |